# Richarno Colin
Pour les articles homonymes, voir Colin.
Richarno Colin est un boxeur mauricien né le 17 juillet 1987 à Vacoas. Il est le frère du boxeur Jean John Colin.

## Carrière
Sa carrière amateur est principalement marquée par une médaille d'or et deux médailles de bronze aux championnats d'Afrique ainsi que par une médaille d'or aux Jeux africains de Maputo en 2011 dans la catégorie super-légers.
Il est médaillé d'or dans la catégorie des moins de 63.5 kg aux Championnats d'Afrique de boxe amateur 2022 à Maputo puis médaillé d'argent dans la même catégorie aux championnats d'Afrique de boxe amateur 2023 à Yaoundé.

## Palmarès

### Jeux olympiques
- Participation  aux Jeux de 2020 à Tokyo, Japon
- Participation  aux Jeux de 2012 à Londres, Angleterre
- Participation aux Jeux de 2008 à Pékin, Chine

### Championnats d'Afrique de boxe amateur
- Médaille d'or en -64 kg en 2011 à Yaoundé, Cameroun
- Médaille d'or en -63,5 kg en 2022 à Maputo, Mozambique
- Médaille d'argent en -63,5 kg en 2023 à Yaoundé, Cameroun
- Médaille de bronze en -64 kg en 2009 à Vacoas, Île Maurice
- Médaille de bronze en -60 kg en 2007 à Antananarivo, Madagascar
- Médaille de bronze en -64 kg en 2015 à Casablanca, Maroc

### Jeux africains
- Médaille d'or en -64 kg en 2011 à Maputo, Mozambique
- Médaille d'argent en -63 kg en 2019 à Rabat, Maroc

### Jeux du Commonwealth
- Médaille de bronze en -64 kg en 2010 à New Delhi, Inde

### Jeux de la Francophonie
- Médaille d'or en -64 kg en 2009 à Beyrouth

### Jeux des îles de l'océan Indien
- Médaille d'or en -64 kg en 2015 à Saint-Pierre (La Réunion)

### jeux des îles de l'océan indien
- médaille d'Or en -−63,5 kg en 2023 à Tana (Madagascar)

## Référence
1. ↑  (en) Résultats des championnats d’Afrique 2011
2. ↑  « Richarno Colin: « Il m’a fallu du courage et être solide mentalement » », sur lexpress.mu, 18 septembre 2022 (consulté le 18 septembre 2022)
3. ↑  (en) « AFBC Elite Men and Women Boxing Championships - YAOUNDE 2023, Yaounde, CMR » [PDF], sur sportdata.org, 5 août 2023 (consulté le 6 août 2023)